# Andrea Hoffmann
Andrea Hoffmann (* 15. Oktober 1984 in Neubrandenburg) ist eine deutsche Sängerin, Texterin/Songwriterin und Musikerin. Sie lebt in Jülich.

## Biografie
Andrea Hoffmann verbrachte ihre Kindheit in Neubrandenburg. Später siedelte sie mit ihrer Familie nach Nordrhein-Westfalen über. Neben schulischen Aufführungen, wie z. B.Tabaluga, wurde sie aktives Mitglied der Schulband, wo sie die ersten Erfahrungen mit E-Gitarre und Solo-Gesang sammelte.
Zu Gunsten von „Strahlemännchen – Herzenswünsche für krebskranke Kinder e. V.“ nahmen Andrea Hoffmann, Tim und Stefan Wesselmann 2008 den Song Ein Lachen zurück (Race for Help) auf und präsentierten diesen beim 24-Stunden-Rennen zu Gunsten der krebskranken Kinder unter der Schirmherrschaft des Formel-1-Fahrers Adrian Sutil.
Nach Klein- und Studioprojekten lernte Andrea Hoffmann im Jahre 2008 den Produzenten Bernd „Natze“ Schöler beim Talentwettbewerb „Ab in die Mitte“ in Gelsenkirchen kennen, aus welchem Hoffmann als Siegerin hervorging. Er lud sie in sein Studio ein, wo sie zunächst Studiosängerin wurde und mit ihrem Gesang bei Produktionen verschiedener Künstler, u. a. Chris Andrews und Daniela de Santos mitwirkte.
Am 7. März 2009 hatte Hoffmann ihren ersten Solo-Auftritt im Ruhrfestspielhaus Recklinghausen, wo sie im Rahmen einer Veranstaltung ihre erste Single live auf der Bühne präsentierte. Es folgten Auftritte bei "WDR 4 – Rhythmus der Nacht" in Duisburg, „BILD-Szene-Party“ in Hamburg und in der „LANXESS-Arena“ in Köln. Der unter dem Projektnamen A.H.-Effekt veröffentlichte Titel Du und ich erschien in Deutschland und Spanien. Alle Songveröffentlichungen wurden als Download-Singles sowie auf verschiedenen Samplern, u. a. „Fetenhits“, „WDR Rhythmus der Nacht“ und „RTL2-Hitparade“, veröffentlicht.
Der von Mike Batt geschriebene Song Better Than a Dream wurde Ende Juni 2013 als Download-Single in Großbritannien, Deutschland und den USA veröffentlicht.
Universal Music veröffentlichte zudem im Juni 2013 auf der CD Hochzeitswalzer – die besten Brauttänze aus Pop und Klassik die Aufnahme You Light Up My Life von Andrea Hoffmann.
Im August 2013 wurde Andrea Hoffmann als Patin 2014 für „Künstler helfen Kindern“
und den „Förderverein Krebskranke Kinder e. V. Köln“ ausgewählt. Für die Projekte hat Andrea Hoffmann den Song Wir vergessen Euch nicht komponiert und getextet, der als Maxi-Single-CD veröffentlicht wurde. 100 % der Einnahmen aus dem Verkauf dieser Maxi-Single-CD gehen an „Künstler helfen Kindern“ zu Gunsten des „Fördervereins Krebskranke Kinder e. V. Köln“.
Im September 2014 erschien das erste selbst komponierte und getextete Studioalbum "Das Meer in mir". Produziert und arrangiert wurden alle Songs im SONIC-Tonstudio von Oliver Heuer.
Es folgten diverse Single-Auskopplungen und Club-Remixe.

## Diskografie
| Titel                                                               | Veröffentlichung | Label                            |
| ------------------------------------------------------------------- | ---------------- | -------------------------------- |
| Der Platz neben dir                                                 | 24.02.2009       | Calling Card                     |
| Du und Ich (A.H.-Effekt feat. Andrea Hoffmann)                      | 28.04.2009       | Calling Card / Universal Music   |
| Himmel voller Rosen                                                 | 28.07.2009       | Calling Card                     |
| Bis ans Ende dieser Welt                                            | 19.01.2010       | Calling Card                     |
| Tanzen wie ein Popstar (Band4Dancers/Andrea Hoffmann)               | 28.01.2010       | Lamp und Leute / Universal Music |
| Du und Ich (A.H.-Effekt feat. Andrea Hoffmann) [On The Floor Remix] | 04.10.2010       | Calling Card / Universal Music   |
| A Minute With You                                                   | 29.06.2012       | Fortune Cookie Music             |
| The One/Better Than A Dream                                         | 16.11.2012       | Fortune Cookie Music             |
| You Light Up My Life                                                | 14.06.2013       | Universal Music                  |
| Sternenlicht (Balladenversion)                                      | 21.06.2013       | Calling Card                     |
| Better Than a Dream                                                 | 25.06.2013       | Victory Music                    |
| Wir vergessen Euch nicht (Maxi-CD "Künstler helfen Kindern Vol. 5") | 08.11.2013       | Cosmonalva Records               |
| Manchmal wär´ ich gerne wieder klein (Hab´ so viel Sehnsucht)       | 08.11.2013       | Cosmonalva Records               |
| 2 Herzen, ein Weg (Der Hochzeitssong)                               | 14.02.2014       | Cosmonalva Records               |
| Das Meer in mir (CD-Album)                                          | 12.09.2014       | Cosmonalva Records               |
| Jungs wie Du (geh und spiel)                                        | 26.09.2014       | Cosmonalva Records               |
| You Light Up My Life (Band4Dancers/Andrea Hoffmann)                 | 17.03.2017       | Lamp und Leute / Universal Music |
| Du trägst das Licht des Lebens in Deinem kleinen Herzen (Tauflied)  | 10.03.2019       | Cosmonalva Records               |
| I Cried For You                                                     | 23.08.2019       | Cosmonalva Records               |
| Wir vergessen Euch nicht (Remastered)                               | 24.11.2023       | Cosmonalva Records               |
| Das Meer in mir (Remastered)                                        | 01.12.2023       | Cosmonalva Records               |